# Resurrección Martínez Sánchez
Resurrección Martínez Sánchez (Casalarreina, La Rioja, 9 de junio de 1898-Cabretón, Cervera del Río Alhama, La Rioja, 18 de octubre de 1936) fue una maestra de escuela en Hernani asesinada en Cabretón en La Rioja en 1936. 

## Biografía
En 1912 Martínez ingresó en la Escuela Normal de Logroño para realizar estudios de maestra. Obtuvo su título en 1916. En 1924 logró una plaza por oposición y obtuvo una plaza en la localidad de San Clemente en Cuenca. En 1929 se trasladó a la localidad de Nonaspe en Zaragoza, donde era conocida como "Doña Resu".
En el año 1934 le dieron el traslado a la escuela de Hernani en Guipúzcoa. 
En 1936, cuando comenzó la Guerra civil española  según algunas fuentes, fue de vacaciones a San Sebastián y fue detenida el 13 de septiembre de 1936, junto a su hermana, también profesora, Consolación Martínez Sánchez; también detuvieron a su marido, el médico Juan Manuel Zapartero González. Los llevaron a La Rioja y, primeramente, mataron al cuñado el 19 de septiembre; y el 18 de octubre las dos hermanas fueron asesinadas en la localidad de Cervera del Río Alhama en Logroño. 

## Vida personal
Su hermano, el socialista Alfredo Martínez Sánchez, fue alcalde de Casalarreina durante la Segunda República española,y compromisario del PSOE en el proceso de elección del presidente de la Segunda República.

## Reconocimientos
- 2016 El Ayuntamiento de Casalarreina rindió un reconocimiento y homenaje a las víctimas de la Guerra Civil en Casalarreina.[9][10]